# Заслуженный конструктор СССР

Нагрудный знак «Заслуженный конструктор СССР»

Заслуженный конструктор СССР — почётное звание, присваиваемое работникам конструкторских и технологических организаций, научно-исследовательских учреждений, производственных и научно-производственных объединений и предприятий за выдающийся вклад в разработку и внедрение принципиально новой высокоэффективной техники и технологии, отвечающих по своим технико-экономическим показателям высшему мировому уровню.
Присваивался Президиумом Верховного Совета СССР по представлению Государственного комитета СССР по науке и технике, Академии наук СССР, министерств и ведомств СССР, в ведении которых находились конструкторские и технологические организации, научно-исследовательские учреждения, производственные и научно-производственные объединения и предприятия. Лицам, удостоенным звания «Заслуженный конструктор СССР», вручалась грамота Президиума Верховного Совета СССР и нагрудный знак установленного образца, носимый на правой стороне груди, над орденами СССР (при их наличии).

## История
- Установлено Указом Президиума Верховного Совета СССР от 14 июня 1985 года;
- Упразднено Указом Президиума Верховного Совета СССР от 22 августа 1988 года;
- 30 декабря 1995 года Указом Президента Российской Федерации установлено почётное звание Заслуженный конструктор Российской Федерации

## Лауреаты звания (список неполный)
1. Марчук, Борис Ефимович (1988) — главный конструктор ВНИИЖТ [1]